# ژان ژانسم
هُوْهانِس "ژان" سمرجیان (ارمنی: Հովհաննես "Ժանսեմ" Միրիջանի Սեմերջյան؛ معروف به ژان ژانسم ؛ ۹ مارس ۱۹۲۰ - ۲۷ اوت ۲۰۱۳) نقاش ارمنی اهل فرانسه بود. آثار ژانسم در مجموعه آثار هنری موزه‌های کشورهای فرانسه ،ژاپن وآمریکا جای گرفته‌است. او از اعضای خارجی فرهنگستان ملی علوم ارمنستان بوده‌است.

## زندگی‌نامه
هوهانس سمرجیان در شهر بورسا، ترکیه زاده شد. در سال ۱۹۲۲ خانواده اش به یونان گریختند. کودکیش در شهر سالونیک گذشت. در دوران کودکی زمانی که به مدرسه می‌رفت علاقه داشت از مجسمه‌های باستانی نمونه برداری کند.
ژانسم در کودکی در اثر سانحه‌ای که منجر به شکستن استخوان پایش شد سه سال را در بیمارستان گذراند و در سنینی که اکثر کودکان به بازی مشغول هستند او معنی تنهایی را درک کرد. این دوران طولانی عدم فعالیت فیزیکی دورانی طولانی از تعمق‌هایی را در پی داشت که وقار و سنگینی ماندگاری به شخصیتش بخشید.
در سال ۱۹۳۱ به همراه مادرش زمانی که او ۱۱ سال داشت به منظور مداوای پایش در ایسی-له-مولینو حومه پاریس سکنی گزیدند. نخستین آموزش‌های تخصصی هنر را درطی سال‌های (۱۹۳۶–۱۹۳۴)در آکادمی‌های رایگان مونتپارنس کسب کرد. او فارغ‌التحصیل مدرسه ملی هنرهای تزئینی پاریس می‌باشد و معلمین او برایانشان، لژیون و اودون بوده‌اند. ژانسم همچنین در استودیو سابات (به انگلیسی: Sabatie) به مدت یک سال تحصیل کرده‌است.
کارهای نخست وی تمهایی ملی داشت و نمایشگاه‌های انفرادی از آثارش را در شهرهای پاریس، نیویورک ،شیکاگو ،لندن، توکیوبروکسل، لوزان، بیروت و .. برگزار کرد. ژانسم در سال ۱۹۵۶ به عنوان رئیس سالن هنرمندان جوان انتخاب شد.
در سال ۱۹۵۸ جایزه (به انگلیسی: Comparisin) مکزیک را دریافت کرد. در ژاپن دو گالری برای بزرگداشت آثارش در توکیو گینزا و استان ناگانو ناگانو دایر شده‌است. در سال ۱۹۷۳ برای اولین بار او از ارمنستان دیدن کرد و تعداد ۳۴ اثرش را به موزهٔ یادمان نسل‌کشی ارمنی‌ها تقدیم کرد.
نقاشی کردن می‌نماید ما که هستیم. ما تسلیم می‌شویم به آنچه که عشق می‌ورزیم. — ژان ژانسم
منابع اولیه الهام ژانسم آثار گویا و پیتر بروگل بوده‌است. مادر و فرزندانش قهرمانان اصلی کارهای آغازین او بوده‌اند.
در ۱۰ مارس ۲۰۱۰ یکروز بعد از تولد ۹۰سالگی ژانسم رئیس جمهور ارمنستان طی بازدیدی از فرانسه به او مدال قدردانی اعطا کرد و در مورد او چنین گفت :"ملت ما به شما افتخار می‌کند و هنر شما را ارج می‌نهد. درحالی که خارج از ارمنستان زندگی می‌کنید کشور ما را بیشتر شناسانده و نام نیک ملتمان را در سراسر جهان گسترش می‌دهید. "

## مرگ
ژانسم در ۲۷ اوت ۲۰۱۳ در سن ۹۳ سالگی در حومه پاریس در گذشت.